# پرچم اروپا
پرچم اروپا از دوازده ستارهٔ طلایی تشکیل شده است که دایره‌ای را روی یک زمینهٔ آبی تشکیل می‌دهند. این پرچم، که پرچم رسمی اتحادیه اروپا است، در سال ۱۹۵۵ توسط شورای اروپا (CoE) به عنوان نمادی برای کل اروپا طراحی شد و به تصویب رسید.
از سال ۱۹۸۵، این پرچم نماد اتحادیه اروپا (EU) که ۲۷ کشور عضو آن همگی عضو شورای اروپا نیز هستند نیز بوده است، اگرچه در آن سال اتحادیهٔ اروپا هنوز نام فعلی یا شکل قانونی کنونی (که در سال‌های ۱۹۹۳ و ۲۰۰۹ موجودیت یافت) را به خود نگرفته بود. پذیرش توسط اتحادیه اروپا، که در آن زمان با نام اتحادیه اقتصادی اروپا شناخته می‌شد، منعکس‌کنندهٔ تمایل دیرینهٔ شورای اروپا به مشاهدهٔ کاربرد این پرچم از سوی سایر سازمان‌های اروپایی بود. استفادهٔ رسمی اتحادیه اروپا از این پرچم در دههٔ ۱۹۹۰ به‌طور قابل توجهی گسترش یافت. با این وجود، این پرچم تا به امروز در هیچ‌یک از معاهدات اتحادیه اروپا جایگاهی نداشته است. تصویب این پرچم به‌عنوان یک نماد رسمی به‌عنوان بخشی از قانون اساسی اروپا در سال ۲۰۰۴ برنامه‌ریزی شده بود، اما به تصویب نرسید. اشاره به این پرچم که در متن معاهدهٔ لیسبون آمده بود، در سال ۲۰۰۷ و پس از تصویر این معاهده از متن آن حذف شد. از سوی دیگر، ۱۶ عضو اتحادیهٔ اروپا در آن سال، به اضافهٔ فرانسه در سال ۲۰۱۷، رسماً (با بیانیهٔ شمارهٔ ۵۲۲۴) پیوستن خود به این پرچم را به‌عنوان نماد اتحادیهٔ اروپا تأیید کردند.
این پرچم از سوی سایر نهادهای اروپایی مانند تیم‌های گلف متحد تحت عنوان «تیم اروپا» مورد استفاده قرار می‌گیرد.

## بلازون
در بلازون (توصیف پرچم) ارائه‌شده از سوی اتحادیهٔ اروپا در سال ۱۹۹۶، این طرح چنین توصیف شده است: «در یک زمینهٔ لاجوردی، دایره‌ای متشکل از دوازده کفال طلایی که رئوس آن‌ها با هم تماس ندارند.»

## نمادشناسی
پرچم اروپا از دایره‌ای متشکل از دوازده ستارهٔ طلایی بر روی زمینه‌ای آبی تشکیل شده است. این پرچم که در ابتدا در سال ۱۹۵۵ برای شورای اروپا طراحی شد، توسط جوامع اروپایی، پیشینیان اتحادیهٔ کنونی اروپا، در سال ۱۹۸۶ به تصویب رسید. شورای اروپا این پرچم را به‌صورت نمادین به‌شکلی که در زیر آمده توصیف کرده است، اگرچه در توصیف نمادین رسمی تصویب‌شده توسط اتحادیهٔ اروپا اشاره به «جهان غرب» حذف شده است:
بر روی آسمان آبی جهان غرب، ستارگان نمایندهٔ مردم اروپا در شکل یک دایره هستند، که نشانه‌ای است از اتحاد. تعداد این ستاره‌های ثابت و برابر با دوازده است، عددی که خود نماد، کمال و تمامیت است.— شورای اروپا. پاریس، ۷–۹ دسامبر ۱۹۵۵.

## مشخصات

نقشهٔ ساختار

بر پایهٔ مشخصات گرافیکی که در سال ۲۰۰۴ توسط شورای اروپا به‌صورت آنلاین منتشر شد، این پرچم به شکل مستطیل و دارای نسبت‌های ۲:۳ است: پرواز (عرض) آن یک و نیم برابر طول اهتزاز (ارتفاع) آن است. دوازده ستارهٔ زرد در یک دایره (که شعاع آن یک سوم طول اهتزاز است) روی یک زمینهٔ آبی متمرکز شده‌اند. همهٔ ستارگان به‌صورت قائم هستند (یک رأس مستقیماً به سمت بالا)، دارای پنج رأس هستند و دارای فاصله‌ای برابر با یکدیگر هستند، طرحی که به موقعیت اعداد روی صفحه ساعت می‌ماند. قطر هر ستاره برابر با یک نهم ارتفاع اهتزاز است.
رنگ‌های این پرچم در راهنمای ۱۹۹۶ شورای اروپا، و به‌طور معادل در راهنمای ۲۰۰۴ شورای اروپا تنظیم شده‌اند. رنگ پایهٔ پرچم تحت عنوان پنتون «آبی رفلکس» تعریف شده است، و ستاره‌های طلایی نیز در پنتون «زرد» به تصویر کشیده شده‌اند:
|           | لاجوردی    | طلایی      |
| --------- | ---------- | ---------- |
| پنتون     | آبی رفلکس  | زرد        |
| آرجی‌بی    | #003399    | #FFCC00    |
| سی‌ام‌وای‌کی | ۱۰۰.۸۰.۰.۰ | ۰.۲۱.۱۰۰.۰ |

لوگوی شورای اروپا در سال ۲۰۱۳ دارای رنگ‌های زیر است:
|           | لاجوردی     | طلایی      |
| --------- | ----------- | ---------- |
| پنتون     | پی‌ام‌اس ۲۸۷  | پی‌ام‌اس ۱۱۶ |
| آرجی‌بی    | #1E448A     | #FDCB0B    |
| سی‌ام‌وای‌کی | ۱۰۰.۶۷.۰.۴۰ | ۰.۲۰.۱۰۰.۰ |